# Thomas Dale Akers
Thomas Dale Akers (Saint Louis, Missouri, 1951. május 20. –) az amerikai légierő pilótája, űrhajós.

## Életpálya
Kalandos életpályája volt – parkőr, tanár, a légierő pilótája, majd berepülőpilóta. A Missouri-Rollai Egyetemen 1973-ban végzett. 25 különböző repülőgépen repült. 1987. június 5-től részesült űrhajóskiképzésben. A négy űrrepülés során összesen 33 napot, 22 órát és 44 percet töltött a világűrben. Űrhajós pályafutását 1997. augusztus 1-jén fejezte be.

## Űrrepülések
- STS–41 – küldetésfelelős, egy szondát indítottak a térbe,
- STS–49 – küldetésfelelős, az amerikai űrrepülőgép-program 47., az Endeavour űrrepülőgép első repülése. Műholdszerelés, négy űrséta, a világ első hármas űrsétájának hosszú távú végrehajtása.
- STS–61 – küldetésfelelős, megjavították a Hubble–űrteleszkóp hibás optikáját. Négy űrhajós összesen öt űrsétát végzett.
- STS–79, az Atlantis űrrepülőgép 17. repülésének küldetésfelelőse. Hatodik repülés a Mir űrállomásra. Magával vitte az új dokkoló rendszert, illetve a hosszútávra berendezkedő legénységet. Negyedik űrszolgálata alatt összesen 10 napot, 3 órát és 19 percet (243 óra) töltött a világűrben. 6 300 000 kilométert repült, 160 kerülte meg a Földet.